# Reggenza di Lebak
La Reggenza di Lebak (in indonesiano Kabupaten Lebak) è una reggenza (kabupaten) dell'Indonesia situata nella provincia di Banten.